# 淡水商工棒球隊
淡水商工棒球隊，全名為新北市立淡水商工職業學校棒球隊，是台灣高中職棒球隊伍之一。
球隊隸屬於新北市淡水商工的學生社團，曾多次參與全國競賽。由孟祥淵教練領隊，教練團由李銘揚和王昱翔擔任，目前球隊包含16位球員，訓練場地分布在真理大學球場、蘆洲微風球場與淡水商工球場。

## 球隊隊史
前身為壘球社，於2014年1月20日正式成立，學校於新學年成立社團並承認此球隊。
- 創隊日期：2014年1月20日隊長由陳宏軒擔任
- 首場正式賽程：2014年7月9日北區高中棒球聯會夏季聯賽，對手為基隆安樂高中
- 首次電視轉播：2015年10月17日黑豹旗64強與台中東勢高工
- 首次舉辦OB賽：2016年07年30日蘆洲微風棒球場舉辦
- 首次與教育電台合作：2016年8月3日教育電台分享棒球心得
- 首次市長盃社團組：2016年10月7日榮獲北區第四名
- 首次淡商球衣大改版：2016年10月8日從深藍帶白改成全淡藍更有氣勢
- 首次105學年度高中棒球聯賽軟式組賽：2016年11月4日分組第一晉級全國賽

## 各項競賽參與成員
除第一屆黑豹旗全國高中棒球大賽無參加外，其餘屆數皆有參與。

### 2014年第二屆黑豹旗全國高中棒球大賽成員
領　隊：陳弘倫
總教練：孟祥淵
教　練：蘇皇瑋
管　理：
球　員：陳柏翰、潘郁宏、吳亭樂、黃仰駿、蔡丞皓、古聖義、陳宏軒、張維軒、陳卿奕、許以正、楊文鈞、歐哲瑋、陳柏憲、高子桓、吳宜鴻。

### 2015年第三屆黑豹旗全國高中棒球大賽成員
領　隊：張添洲
總教練：李銘揚
教　練：蘇皇瑋
管　理：
球　員：陳柏翰、潘郁宏、吳辰恩、吳　狄、周子翔、黃仰駿、林哲均、曾勤翔、楊文鈞、張維軒、許以正、魏宏哲、歐哲瑋、蘇柏豪。

### 2016年第四屆黑豹旗全國高中棒球大賽成員
領　隊：張添洲
總教練：李銘揚
教　練：王昱翔
管　理：
球　員：魏宏哲、王俞翔、鍾兆順、陳又瑋、趙唯甯、許庭偉、林哲均、潘郁宏、郭子賢、吳辰恩、汪　震、施定呈、歐哲瑋、許以正、曾泓銘、張維軒。

### 一百零五學年度高中棒球聯賽（軟式組）成員
領　隊：張添洲
總教練：李銘揚
教練團：王昱翔
管　理：王大任
球　員：潘郁宏、魏宏哲、王俞翔、鍾兆順、陳又瑋、趙唯甯、許庭偉、林哲均、郭子賢、吳辰恩、汪　震、施定呈、歐哲瑋、許以正、曾泓銘、張維軒。

## 歷年戰績
- 2013年：2013北區高中棒球聯會夏季聯賽：0W1D2L 分組預賽淘汰
- 2014年：103學年度市長盃青棒錦標賽：0W3L 分組預賽淘汰
- 2014年：2014年第二屆黑豹旗全國高中棒球大賽：C組預賽以1：12敗給清華高中，於首場賽事遭到淘汰
- 2015年：2015年北區高中棒球聯會冬季聯賽第四名
- 2016年：2016年WASP蜂設計錦標賽 殿軍
- 2016年：2016年市長盃高中社團組 殿軍
- 2016年：105學年度高中棒球運動聯賽軟式組分區賽：2W0L為A組冠軍，卻於0W2L於北二區循環決賽止步
- 2017年：2017年冬季棒球聯賽高中棒球聯賽1勝2敗無緣晉級（勝:新莊高中敗:華江高中、新北高工）

## 外部連結
- 淡商棒球隊 Facebook

## 相關新聞報導
- 2014-11-29 黑豹旗／餓肚子找人！跑得快、臂力好全抓進淡商棒球隊 （页面存档备份，存于）【ETtoday】
- 2014-11-29 黑豹旗／淡水商工落敗　3位「球經」喊話：你們最棒 （页面存档备份，存于）【ETtoday】
- 2014-11-29 黑豹旗／圓夢卻遺憾！淡水商工隊長陳宏軒自責落淚 （页面存档备份，存于）【ETtoday】